# Terra
Центар за ликовну и примењену уметност Terra је установа културе у Кикинди. У својој основи овај Центар има два сегмента – организовање Интернационалног вајарског симпозијума у теракоти и организацију и приређивање изложби. Центар располаже вајарским атељеом и галеријом.

## Интернационални вајарски симпозијум у теракоти
Најважнија и најпознатија активност Центра је Интернационални вајарски симпозијум скулптуре великог формата у теракоти. Симпозијум је јединствен културни догађај ове врсте не само у нашој земљи, него и у свету. Једини је симпозијум скулптуре великог формата у теракоти. Одржава се сваке године почев од 1982, када је академски вајар из Кикинде, Слободан Којић покренуо ову манифестацију. На Симпозијуму током јула месеца сваке године, пет до осам уметника из Србије и иностранства ствара у Атељеу Terra. Сам Атеље Terra смештен је у некадашњој фабрици црепа, објекту старе индустријске архитектуре саграђеном 1895. године. Атеље је реновиран и опремљен по савременим стандардима 2010. До сада је на Симпозијуму учествовало преко 250 вајара из свих делова света. Број скулптура насталих на овом Симпозијуму прешао је цифру 1000. Највећи број скулптура налази се у дворишту Атељеа. Неколико скулптура изложено је на кикиндском тргу, у згради кикиндске општине, дворишту Опште болнице Кикинда и на другим локацијама. Скулптуре су презентоване на многобројним изложбама у Србији и иностранству. На 48. Бијеналеу у Венецији част да представи југословенску уметност у националном павиљону, имало је пет скулптура насталих на овом Симпозијуму.

## Излагачка делатност
Галерија Центра Terra налази се у самом центру Кикинде. Више од две деценије у овој галерији смењују се изложбе ликовних стваралаца из Србије и иностранства. Почетком јула месеца сваке године, у Галерији и на простору испред ње, излажу се скулптуре настале на Симпозијуму претходне године. Изложба означава и отварање новог симпозијума. У Галерији се одржавају и књижевне вечери, промоције књига, панели и сличне манифестације.

## Остале активности Центра
Захваљујући јединственом простору од преко 600 м², старом преко 100 година и акустике коју има, Атеље Терра је захвално место за организацију различитих садржаја. У њему се одржава једнодневни музички фестивал „Terra Acustica“, али и бројне креативне радионице за децу и особе са посебним потребама. Terratorija је уметничка манифестација која се организовала у сарадњи са СО Београд - Стари град и БЕЛЕФ-ом од 2007. до 2014. године. У оквиру овог пројекта студенти београдског и новосадског универзитета, али и студенти уметности из других земаља боравили су током маја месеца у Атељеу Terra. Скулптуре настале током „Terratorije“ биле су излагане на отвореном простору у центру Београда. Простор Атељеа, индустријска архитектура са краја 19. века искоришћена за ову намену и двориште у којем су смештене скулптуре веома је занимљив, па је неколико пута послужио и као локација за снимање спотова, реклама, телевизијских емисија и филмова.

## Галерија
- Скулптуре у дворишту Атељеа Тера
- Скулптура Анђео мира
- Скулпторка Беата Ростас, учесница симпозијума 2015. године
- Двориште атељеа
- Скулптуре испред улаза у зграду СО Кикинда